# María Teresa Campos

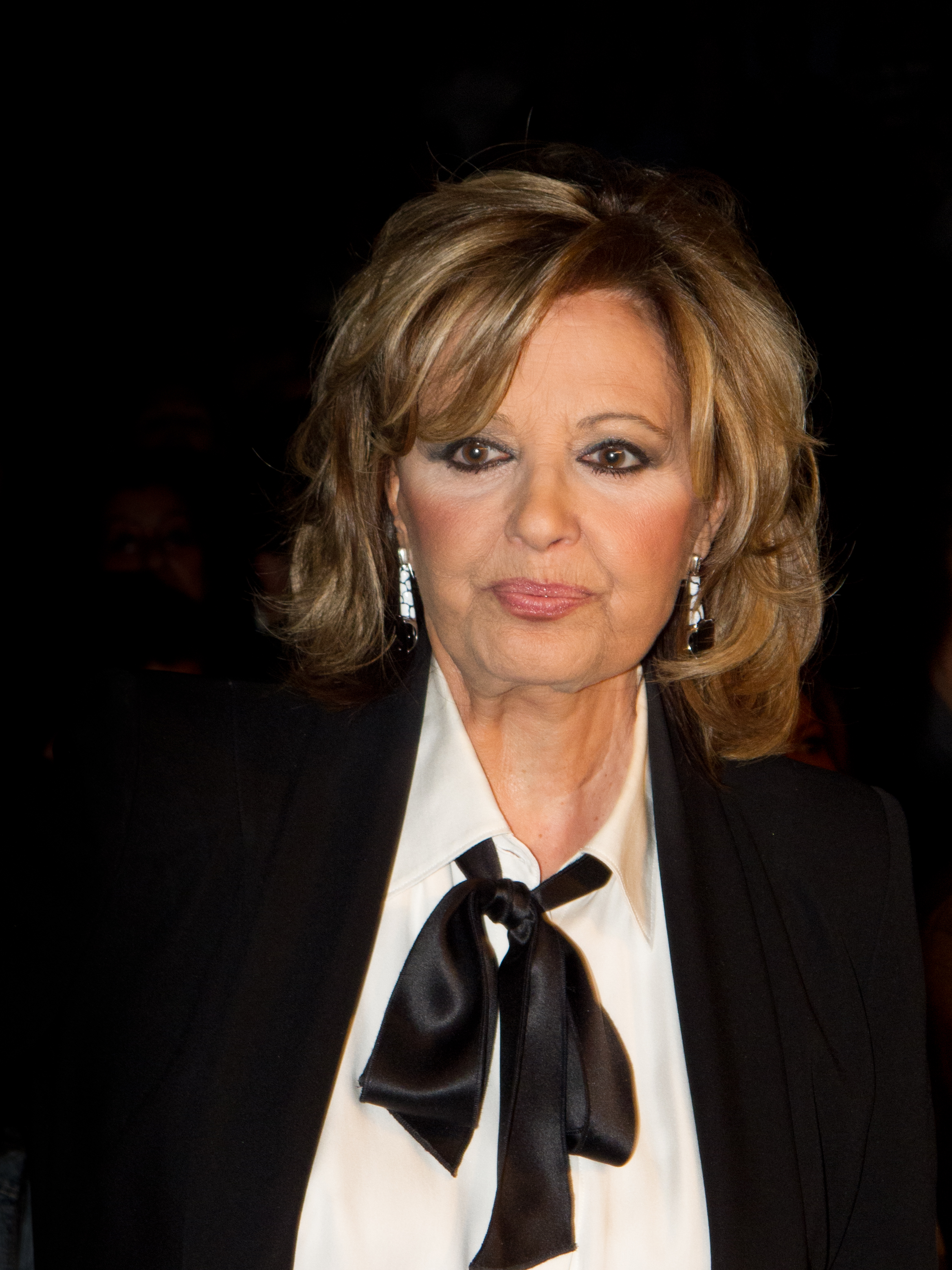
María Teresa Campos (2012)

María Teresa Campos Luque (* 18. Juni 1941 in Tétouan, Spanisch-Marokko; † 5. September 2023 in Madrid) war eine spanische Fernsehmoderatorin.

## Leben
Sie war das dritte von sechs Kindern einer Familie der oberen Mittelschicht. Mit zwei Jahren ging sie nach Málaga und später nach Madrid. Sie studierte an der Universität Málaga und erwarb den Magistertitel in Philosophie. Sie war verheiratet und hatte zwei Töchter und drei Enkelkinder.
Im Alter von 15 Jahren begann sie bei Radio Juventud de Málaga zu arbeiten, sie wechselte im Jahr 1968 zu Radio Popular COPE. Ab 1980 lebte sie in Madrid. Sie arbeitete bei TVE, Antena 3 und Telecinco.
Sie verstarb am 5. September 2023 in Madrid.

## Werke
- Como librarse de los hijos antes de que sea demasiado tarde. Ed. Temas de hoy, 1993
- Qué hombres. Ed. Temas de hoy, 1994
- Agobios nos da la vida. Ed. Temas de hoy, 1997
- Mis dos vidas. Ed. Planeta, 2004

## Ehrungen
- Premio Ondas 1980
- Antena de Oro 1994
- Premio Ondas 2003
- TP de Oro 2004
- Medalla de Oro de la Junta de Andalucía
- Premio Clara Campoamor 2007

## Fernsehsendungen
- Buenas noches (TVE)
- Estudio directo (TVE)
- Viva la tarde (TVE)
- Diario de sesiones (TVE)
- Por la mañana (TVE)
- A mi manera (TVE)
- Ésta es su casa (TVE)
- Pasa la vida (TVE)
- Telepasión (TVE)
- Perdóname (TVE)
- Tardes con Teresa (TVE)
- Día a día (Tele 5)
- Cruce de caminos (Tele 5)
- Buenas tardes (Telecinco)|Buenas Tardes (Tele 5)
- Tú dirás (Tele 5)
- Cada día (Antena 3)
- Lo que inTeresa (Antena 3)
- Especial Rocío Jurado (Antena 3)
- El laberinto de la Memoria (Telecinco)
- La mirada crítica (Telecinco)
- Paquirri: 25 años de leyenda (Telecinco)
- Rocío Dúrcal: más bonita todavía (Telecinco)
- VHS (Telecinco)